# Série 291 a 296 da CP
A Série 291 a 296, igualmente identificada como Série 290, foi um tipo de locomotiva a tracção a vapor, utilizada pela Companhia dos Caminhos de Ferro Portugueses.

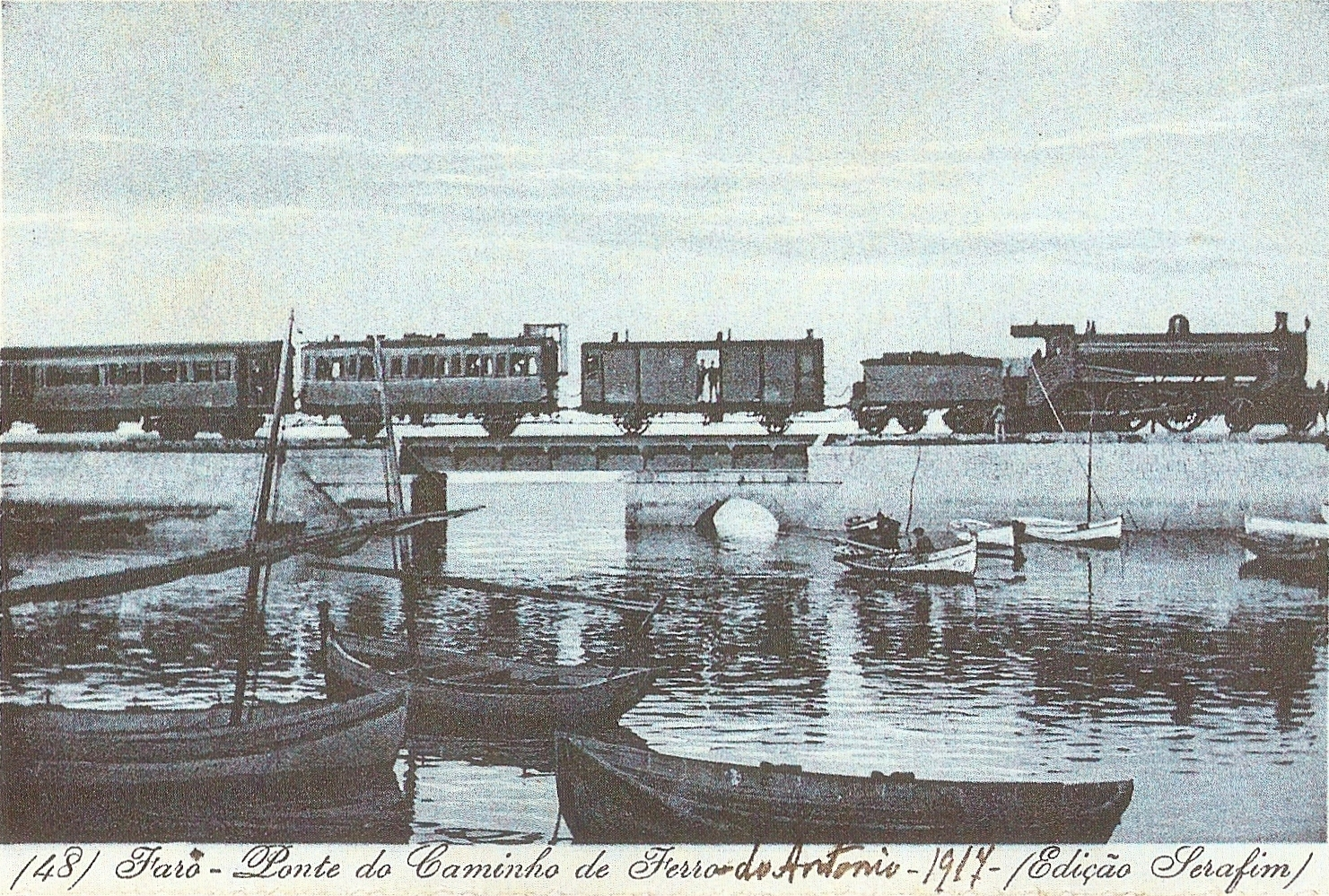
Comboio rebocado por uma locomotiva desta série, a passar pela Ponte de São Francisco, na cidade de Faro, no Algarve.

## História e descrição
Consistia numa família de locomotivas a vapor com tender, construídas pela casa alemã Henschel & Sohn em 1913.
Na década de 1990, a locomotiva 294 foi colocada numa via da estação de Vila Nova de Gaia, em conjunto com cinco outras motoras a vapor, que foram abatidas ao serviço em meados dos anos 70. Desde então não foram alvo de quaisquer intervenções de conservação, atingido um avançado estado de degradação. Esta locomotiva foi escolhida pelo Museu Nacional Ferroviário para ser transportada para a Guarda, onde iria ser alvo de uma intervenção de restauro, e colocada na rotunda de São Miguel, perto do Parque Urbano do Rio Diz. Em Fevereiro de 2021, foi aprovada a celebração de um contrato entre o museu e a Câmara Municipal da Guarda, para a cedência da locomotiva à autarquia.
Em Setembro desse ano, esta decisão foi criticada pelo Grupo de Amigos do Caminho de Ferro da Beira Baixa, devido à forma como seria colocada a locomotiva, ou seja, exposta aos elementos do clima, onde se voltaria a degradar, como já tinha sucedido com a BA 101 que foi colocada num pedestal em Vilar Formoso. Com efeito, esta não foi a primeira locomotiva a ser escolhida para ser colocada naquele local, tendo-se decidido originalmente por uma motora da Série 1550, da qual ainda restam vários exemplares, enquanto que a locomotiva 294 é a única sobrevivente da sua série. Porém, apesar da anuência do Museu Nacional Ferroviário e da operadora Comboios de Portugal, a Câmara Municipal do Barreiro opôs-se à transferência da locomotiva em causa, tendo então sido escolhida a 294. Foi apresentada uma proposta alternativa para a exposição da locomotiva, como parte de um parque temático sobre os caminhos de ferro, igualmente na área do Parque de São Miguel, não só providenciando melhores condições de preservação para o material circulante, mas também promovendo a sua musealização.
A locomotiva e o correspondente tender iriam ser transportados por via rodoviária, com o apoio da equipa de Comboios Históricos da operadora Comboios de Portugal, tendo a operação sido inicialmente marcada para o dia 12 de Novembro desse ano, mas acabou por não ser realizada, tendo a empresa referido que «a janela de tempo não foi suficiente» para iniciar a transferência da locomotiva. Este processo iria ser feito durante a noite, sendo os dois elementos de material circulante transportados inicialmente para a via de estaleiro da empresa DST, que era a responsável pelas obras que estavam então a decorrer na estação de Gaia.

## Ficha técnica

### Características gerais
- Número de unidades construídas: 6 (291 a 296)
- Ano de entrada ao serviço: 1913
- Tipo de serviço: Via
- Tipo de tracção: Vapor
- Fabricante: Henschel & Sohn